# Нємець Костянтин Аркадійович
Нємець Костянтин Аркадійович (нар. 16 січня 1948 року в с. Городниця Житомирської області — 21 жовтня 2021 року, м. Харків) — український вчений — гідрогеолог і географ. Головний редактор "Вісник. Серія «Геологія. Географія. Екологія» (індексація у WoS). 
У 1965 році вступив на геолого-географічний факультет Харківського державного університету імені О. М. Горького; у 1970 році одержав  диплом інженера-геолога, гідрогеолога з відзнакою, продовжив навчання в аспірантурі та розпочав роботу на кафедрі. Доктор географічних наук, професор, професор кафедри соціально-економічної географії і регіонознавства, кандидат геолого-мінералогічних наук, професор кафедри гідрогеології, декан геолого-географічного факультету (1995—2010 роки), заслужений професор Харківського національного університету імені В. Н. Каразіна, Відмінник освіти України, Почесний доктор Ужгородського національного університету.
Фахові інтереси: суспільна географія, еорія та методологія географічної науки, інформаційна географія, системний аналіз у суспільній географії, моделювання та складання програм обробки геоінформації, методологія дослідження туристсько-рекреаційних ресурсів, моніторинг та управління територіями.

## Творчий доробок
Автор більше 200 наукових публікацій.

## Інтернет-ресурси
- Нємець Костянтин Аркадійович
- Пішов із життя видатний географ-суспільник і геолог, заслужений професор Каразіського університету Костянтин НЄМЕЦЬ
- У Харкові пішов із життя відомий учений, якого називають фундатором школи суспільної географії
- Профіль в Гугл Академії